# Anarsia eleagnella
Anarsia eleagnella — вид лускокрилих комах з родини виїмчастокрилі молі (Gelechiidae). Поширений в Східній Європі (Румунія, Угорщина, Україна), в Росії, на Закавказзі, в Середній Азії (Туркменістан, Казахстан, Афганістан). Личинки живляться на Elaeagnus.